# Publius Clodius Pulcher
Clodius, född 92 f.Kr., död 18 januari 52 f.Kr., var en romersk adelsman och politiker ur den claudiska patriciersläkten samtida med Julius Caesar och Cicero. 
Han tillhörde populistpartiet, och avsade sig därför sin patriciervärdighet. Detta genom att överge sitt namn Claudius för det mer folkliga namnet Clodius och söka en adoption till en plebejfamilj. Han valdes till folktribun, och var några år en av den romerska republikens ledande politiker, och ansågs vara en stor folktalare. Han lyckades få Marcus Tullius Cicero landsförvisad för de åtgärder denne vidtagit under den catilinska sammansvärjningen. Han var inte främmande för att använda våld för sina politiska syften. Han dödades efter en gatustrid mot en annan politiker vid namn Titus Annius Milo.
Han var gift med Fulvia, och fick med henne dottern Clodia Pulchra den yngre.